# Доминик Пърсел
Доминик Пърсел (на английски: Dominic Haakon Myrtvedt Purcell) е британо-австралийски актьор, роден в Англия на 17 февруари 1970 г. Баща му е норвежец, а майка му ирландка, израства в Сидни, Австралия. Той е най-известен с главната си роля в сериала „Джон Доу“, а също и с участието си като Линкълн Бъроуз в хитовия „Бягство от затвора“.

## Филмография
- Легендите на утрешния ден (2016)
- Елитни убийци (2011)
- Town Creek (2007)
- Level Seven (2007)
- Първично зло (2007)
- Бягство от затвора (2005 – 2009)
- The Gravedancers (2005)
- Хавайски бряг (2005)
- Доктор Хаус (2004)
- Блейд: Троица (2004)
- 3-Way (2003)
- Visitors (2003)
- Джон Доу (2002 – 2003)
- Еквилибриум (2002)
- Invincible (2001)
- Повелителят на зверовете (2001)
- Изгубеният свят (2001)
- Мисията невъзможна 2 (2000)
- Heartbreak High (1999)
- First Daughter (1999)
- Silent Predator (1999)
- Водни плъхове (1998)
- Моби Дик (1999)
- Raw FM (1997 – 1998)